# Wasaya Airways

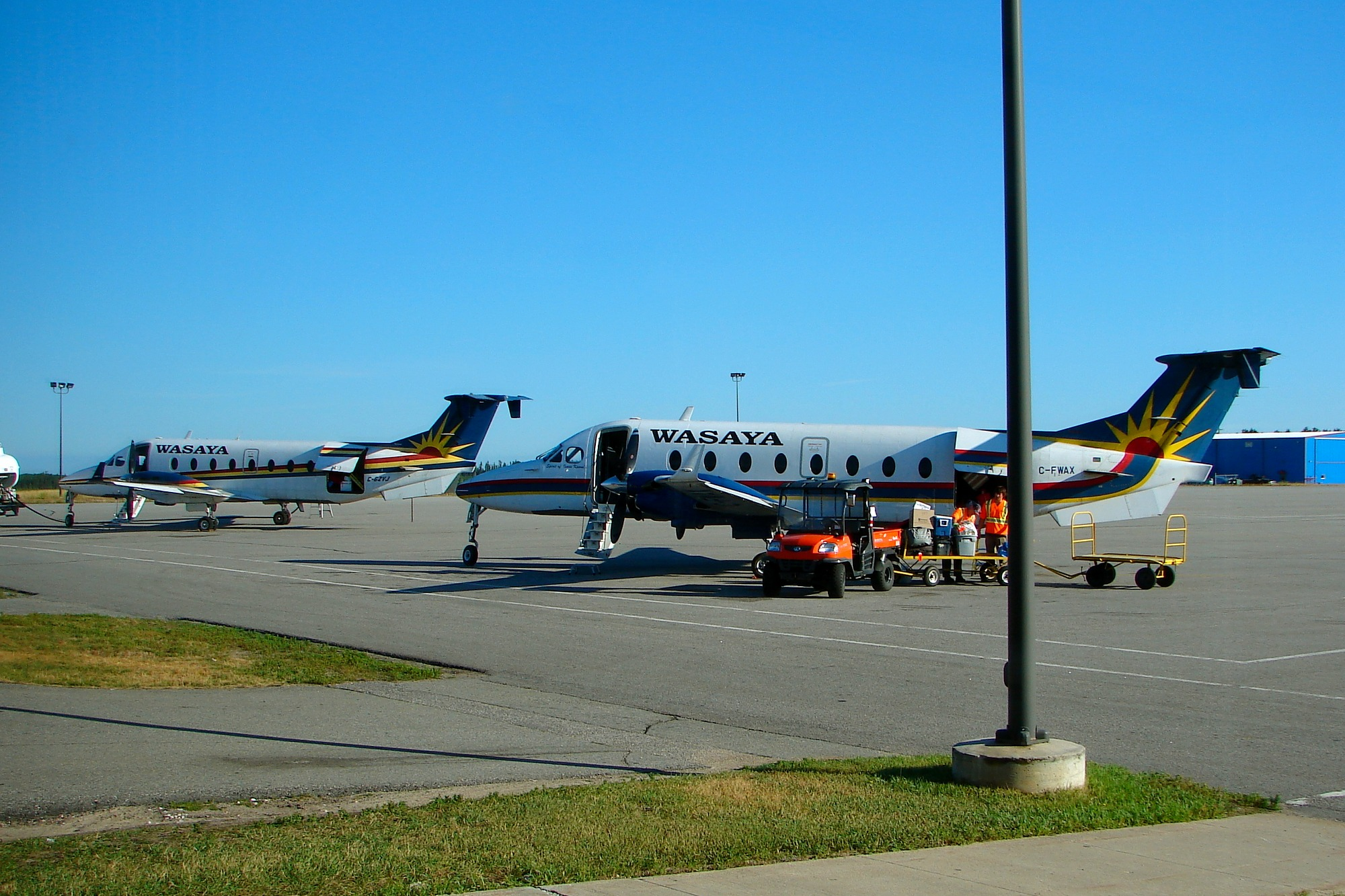
Два лайнера Beechcraft 1900D авиакомпании Wasaya Airways в аэропорту Су-Лукаут

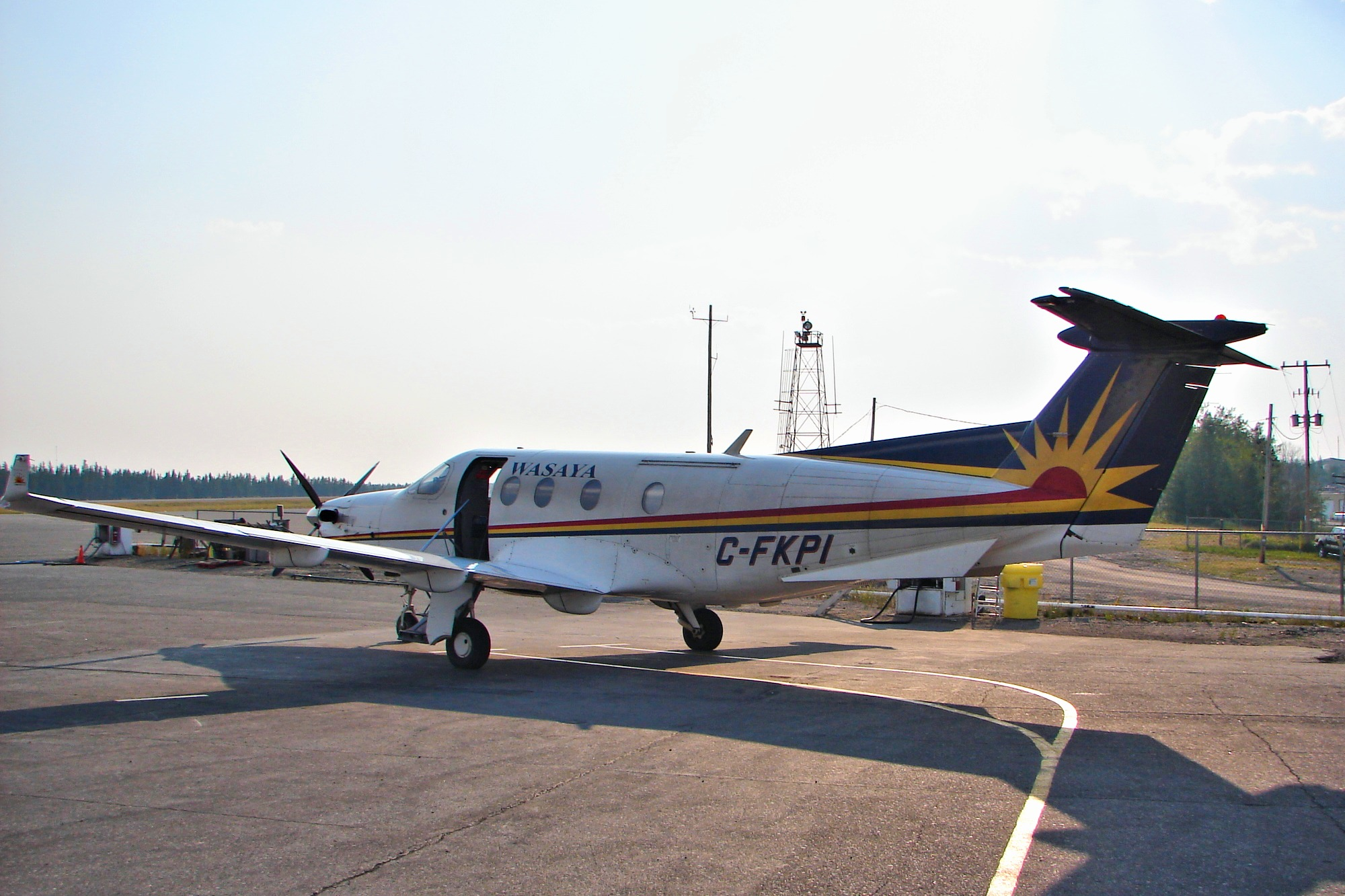
Pilatus PC-12 авиакомпании Wasaya Airways в аэропорту Пикл-Лейк

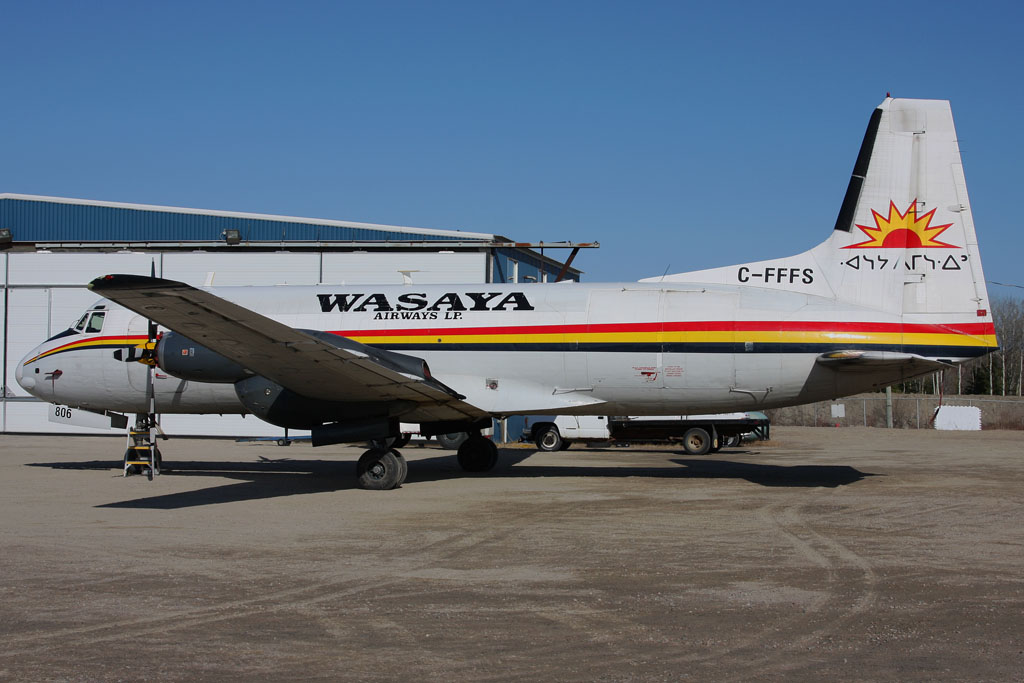
HS748 на стоянке перед ангаром в аэропорту Ред-Лейк

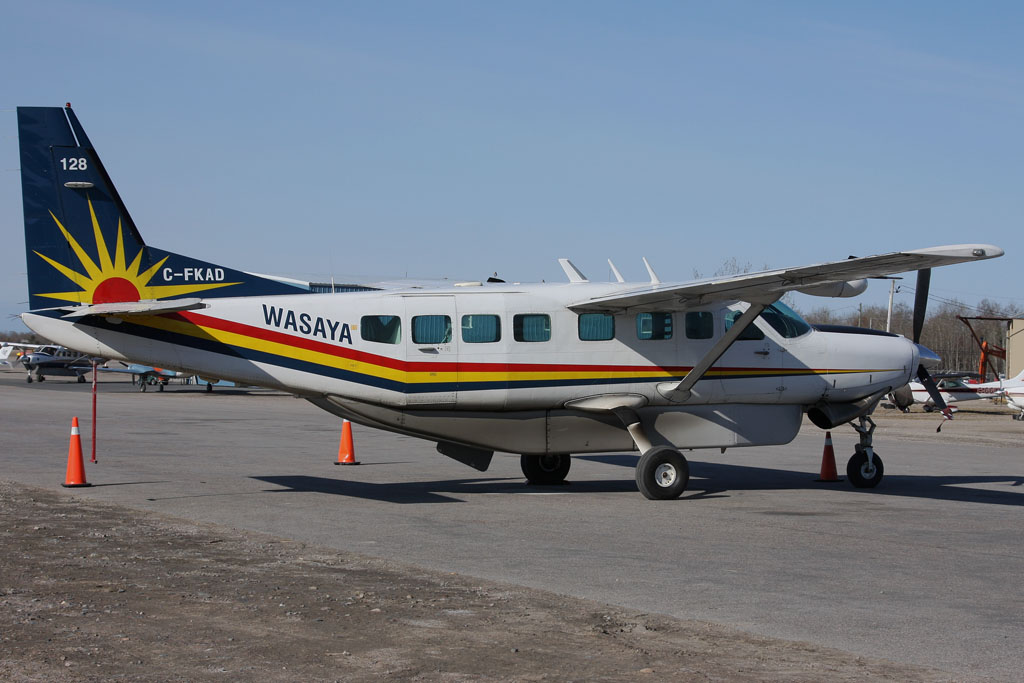
Cessna 208B авиакомпании в аэропорту Ред-Лейк

Wasaya Airways LP, действующая как Wasaya Airways, — канадская авиакомпания местного значения со штаб-квартирой в городе Тандер-Бей (Онтарио), полностью принадлежащая канадской Общине эскимосов. Главными транзитными узлами (хабами) перевозчика являются Международный аэропорт Тандер-Бей и Аэропорт Су-Лукаут.
В 2003 году Wasaya Airways выкупила эксклюзивные права у авиакомпании Bearskin Airlines на регулярные пассажирские и грузовые перевозки в 25 отдалённых эскимосских общин Северного Онтарио.

## Маршрутная сеть

### Регулярные маршруты[4]
- Онтарио
  - Бирскин-Лейк — Аэропорт Бирскин-Лейк
  - Кэт-Лейк — Аэропорт Кэт-Лейк
  - Дир-Лейк — Аэропорт Дир-Лейк
  - Драйден — Региональный аэропорт Драйден[5]
  - Ибеймитунг (Форт-Хоуп) — Аэропорт Ибеймитунг
  - Форт-Севен — Аэропорт Форт-Севен
  - Касабоника — Аэропорт Касабоника
  - Кивалин — Аэропорт Кивалин
  - Кингфишер — Аэропорт Кингфишер
  - Китченумейкузиб (Биг-Трот-Лейк) — Аэропорт Китченумейкузиб
  - Маскрэт-Дам-Лейк — Аэропорт Маскрэт-Дам-Лейк
  - Нескантага (Лэнсдаун-Хаус) — Аэропорт Лэнсдаун-Хаус
  - Нибинамик (Саммер-Бивер) — Аэропорт Саммер-Бивер
  - Норт-Спирит-Лейк — Аэропорт Норт-Спирит-Лейк
  - Пиуанак — Аэропорт Пиуанак[5]
  - Пайкл-Лейк — Аэропорт Пайкл-Лейк
  - Пайкангикам — Аэропорт Пайкангикам
  - Поплар-Хилл — Аэропорт Поплар-Хилл
  - Ред-Лейк — Аэропорт Ред-Лейк
  - Сэчигоу-Лейк — Аэропорт Сэчигоу-Лейк
  - Сэнди-Лейк — Аэропорт Сэнди-Лейк
  - Су-Лукаут — Аэропорт Су-Лукаут
  - Тандер-Бей — Международный аэропорт Тандер-Бей
  - Уопекика — Аэропорт Уопекика
  - Норт-Карибу — Аэропорт Норт-Карибу
  - Уэбеки — Аэропорт Уэбеки
  - Уаннамин-Лейк — Аэропорт Уаннамин-Лейк

- Манитоба
  - Виннипег — Международный аэропорт Виннипег имени Джеймса Армстронга Ричардсона

### Другие маршруты[6]
- Онтарио
  - Аттавапискат — Аэропорт Аттавапискат
  - Форт-Олбани — Аэропорт Форт-Олбани
  - Херст — Муниципальный аэропорт имени Рене Фонтейна
  - Кашечуон — Аэропорт Кашечуон
  - Музони — Аэропорт Музони
  - Норт-Бэй — Аэропорт Норт-Бэй имени Джека Гарленда
  - Су-Сент-Мари — Аэропорт Су-Сент-Мари
  - Большой Садбери — Аэропорт Большой Садбери
  - Тимминс — Аэропорт имени Виктора М. Пауэра

## Флот
По состоянию на апрель 2010 года флот авиакомпании Wasaya Airways составляли следующие воздушные суда, официально зарегистрированные в Министерстве транспорта Канады.

## Авиапроисшествия и несчастные случаи
- 6 августа 1998 года, рейс 804. При выполнении посадки в Аэропорту Касабоника самолёт British Aerospace BAe-748 выкатился за пределы взлётно-посадочной полосы, в результате чего четверо членов экипажа получили травмы. Пассажиров на борту лайнера не было.